# Filfla u l-Gżejjer ta´ Madwarha
Filfla u l-Gżejjer ta´ Madwarha este o arie protejată (arie specială de conservare — SAC, sit de importanță comunitară — SCI, arie de protecție specială avifaunistică — SPA) din Malta întinsă pe o suprafață de 6,58 ha, integral pe uscat.

## Localizare
Centrul sitului Filfla u l-Gżejjer ta´ Madwarha este situat la coordonatele 35°47′19″N 14°24′38″E / 35.7885°N 14.4105°E.

## Înființare
Situl Filfla u l-Gżejjer ta´ Madwarha a fost declarat sit de importanță comunitară în aprilie 2004 pentru a proteja 3 specii de animale. Alte tipuri de protecție:
- arie de protecție specială avifaunistică (în aprilie 2004)
- arie specială de conservare (în decembrie 2016)[1][2]

## Biodiversitate
Situată în ecoregiunea mediteraneană, aria protejată conține 3 habitate naturale: Faleze cu vegetație de Limonium spp. endemic de pe coastele mediteraneene, Tufărișuri halofile mediteraneene și termo-atlantice (Sarcocornetea fruticosi), Pante stâncoase calcaroase cu vegetație casmofită.
La baza desemnării sitului se află mai multe specii protejate de  păsări (3): Calonectris diomedea, Hydrobates pelagicus, Puffinus yelkouan.